# Малороссийская губерния
Малороссийская губерния (Малороссия) — название двух административно-территориальных единиц Российской империи, существовавших в 1764—1781 и в 1796—1802 годах.

## Первая Малороссийская губерния
Образована в 1764 году из 10 полков Гетманщины: Стародубского, Киевского, Переяславского, Глуховского, Нежинского, Черниговского, Прилуцкого, Лубенского, Миргородского и Гадяцкого.
С 1765 по 1773 годы административным центром был Глухов, в 1773 году центр был перенесён в Козелец, а в 1775 — в Киев.
Осенью 1781 года Малороссийская губерния была упразднена и разделена на Новгород-Северское, Черниговское и Киевское наместничества.

## Вторая Малороссийская губерния
В 1796 году Малороссийская губерния была вновь образована из трёх наместничеств, на которые тогда подразделялась Малороссия, причём к ней присоединены были и бывший Полтавский полк, и город Кременчуг, с местечками и селениями бывшего Миргородского полка, входившие в состав Екатеринославской губернии, но отделён город Киев, «с окружностью, по положению его за рекой Днепром». Губернским городом был назначен Чернигов. Губерния была разделена на 20 уездов: Черниговский, Козелецкий, Переяславский, Пирятинский, Золотоношский, Хорольский, Кременчугский, Полтавский, Зеньковский, Гадяцкий, Лубенский, Роменский, Прилуцкий, Нежинский, Сосницкий, Конотопский, Глуховский, Новгород-Северский, Стародубский, Мглинский.
Образование Малороссийской губернии находилось в связи с восстановлением при Павле I в Малороссии судов генерального, земских и подкоморских. В 1802 году из Малороссийской губернии образованы были две — Черниговская и Полтавская. В составе этих губерний учреждено Малороссийское генерал-губернаторство, к которому в 1835 году была присоединена Харьковская губерния.

## Губернаторы
- 1796—1797: Вязмитинов, Сергей Кузьмич
- 1797: Бакуринский, Яков Леонтьевич
- 1798—1800: Миклашевский, Михаил Павлович[4]
- 1800—1802: Френсдорф, Иван Васильевич
- 1802: Куракин, Алексей Борисович